# Державний музей мистецтв Республіки Казахстан імені Абилхана Кастеєва
Музей мистецтв ім. А.Кастєєва — це найбільший художній музей Казахстану. Заклад веде науково-дослідницьку та просвітницьку діяльність в галузі зображувального мистецтва. Тут відбуваються виставки сучасного мистецтва, особлива увага приділяється казахським митцям.

## Історія
Історія музею розпочинається з 1935 року, від початку діяльності Казахської художньої галереї. В її зібраннях перебували предмети мистецтва, створеній російськими та казахськими, а також іноземними художниками. Галерея носила ім'я видатного українського поета і художника Тараса Шевченка.
У 1970 році в Алмати було створено Музей народного прикладного мистецтва. Його колекція складалась з предметів народних промислів Казахстану, в тому числі — кращих зразків килимів виробів. У 1976 році музейні колекції об'єднали в один заклад — Державний музей мистецтв Казахської РСР.Т оді ж вся експозиція переїхала до приміщення, у якому знаходиться й зараз.
Споруда, в якій розташовано музей, визнана пам'ятником культури з 1982 року, вона перебуває під охороною держави.
Через два роки після переїзду музей отримав ім'я родоначальника національного живопису — художника А. Кастєєва. У 2014 році у казахського музею мистецтв відкрилась філія — Будинок-музей Кастєєва. Меморіальний музей розташований також в Алмати, в будинку, де проживав відомий художник з 1958 по 1973 роки.
Нині це уже Державний музей мистецтв імені А. Кастєєва — один з найбільших художніх музеїв країни.

## Про музей
1976 року на базі колекцій Казахської державної художньої галереї імені Т. Г. Шевченка (деякі джерела зазначають, що «колись він носив ім'я українського художника Т. Г. Шевченка») і Музею прикладного народного мистецтва Казахстану було створено Державний музей мистецтв Казахської РСР[4]. Відтоді він розташований у сучасній споруді (архітектор Г. Новиков).
У січні 1984 році музею було присвоєно ім'я Народного художника Казахської РСР Абилхана Кастєєва. Нині він є найбільшим художнім музеєм країниі провідним науково-дослідним та культурно-просвітницьким центром в галузі образотворчого мистецтва. У музеї 9 наукових центрів: образотворчого мистецтва Казахстану, прикладного мистецтва Казахстану, класичного зарубіжного мистецтва, зарубіжного мистецтва нового часу, фондів, реставрації, виставок та експозиції, екскурсійного обслуговування та пропаганди, інформації та видавничої роботи. Сьогодні за своїм високим художнім рівнем колекція музею не поступається багатьом світовим аналогам.
Музей мистецтв ім. А. Кастєєва веде, крім науково-дослідної роботи, реставраційну та освітню діяльність, щорічно тут організуються міжнародні, республіканські наукові конференції, семінари та круглі столи. Наукові співробітники музею виступають з доповідями не тільки на республіканських, а й на міжнародних конференціях.
Фундаментальні дослідження стають основою монографічних та інших видань.

## Фонди
Музей має у своєму розпорядженні значні виставкові фонди, число експонатів основного фонду музею становить понад 25.000 унікальних робіт живопису, графіки, скульптури і прикладного мистецтва Казахстану, Росії, Європи, Америки та країн народів Сходу.
Основна експозиція ділиться на 6 колекцій:
Образотворче мистецтво Казахстану. Серед кількох десятків тисяч предметів образотворчого мистецтва: живопис казахських художників (А.Кастєєв, Н. Хлудов, А. еркаський, С. Калмиков, Б. Урманче та ін.); скульптура і графіка, що знайомлять відвідувачів з культурою країни.
Декоративно-прикладне мистецтво Казахстану. Колекція містить зразки творінь народних промислів Казахстану: візерунковий повсть, плетіння циновок, ткацтво, ювелірні прикраси, художньо оброблене дерево і спорядження для коней.
Російське мистецтво. Експозиція, що представляє російський живопис XVIII—XX століть, містить полотна Айвазовського, Рокотова, Петрова-Водкіна, Тропініна, Шишкіна, Кіпренського, Левицького, Верещагіна, Кустодієва, Левітана, Борисова-Мусатова.
Західне мистецтво. В експозиції присутні роботи художників Голландії, Італії, Англії, Франції та багатьох інших країн. Крім картин, відвідувачі музею можуть подивитися на скульптури Гудона, Куазево, а також інших майстрів.
Мистецтво Сходу. Колекція включає не тільки живопис і графіку Китаю, Індії та Кореї, а й порцелянові вази, статуетки та скульптури.
Закордонне мистецтво XX століття. Тут представлені роботи митців XX століття (Пластов, Корін, Кончаловський, Дейнека, Яблонська та ін.).

## Соціальна політика
Головними формами роботи є: активне залучення в музей різних вікових і соціальних груп відвідувачів, проведення тематичних і оглядових екскурсій, метою яких є представлення високого художнього рівня колекції музею; читання лекцій з використанням багатого ілюстративного матеріалу, цикл якого розрахований на 4-5 місяців.
Музей Кастєєва в Алмати відкритий щодня, крім понеділка. Останній день місяця — санітарний день. Вартість квитків залежить від віку і соціальної категорії громадян. Безкоштовно відвідати Музей мистецтв Казахстану можуть: музейні працівники, дошкільнята, люди з обмеженими можливостями здоров'я, ветерани праці та Великої Вітчизняної війни.
Щотретьої неділі місяця Музей мистецтв імені Кастєєва можуть відвідати безкоштовно всі охочі. У період шкільних канікул школярі також відвідують заклад безкоштовно.
Музей проводить віртуальні тематичні екскурсії, знайомить зі своїми фондами й митцями ..